# 흐발린스크

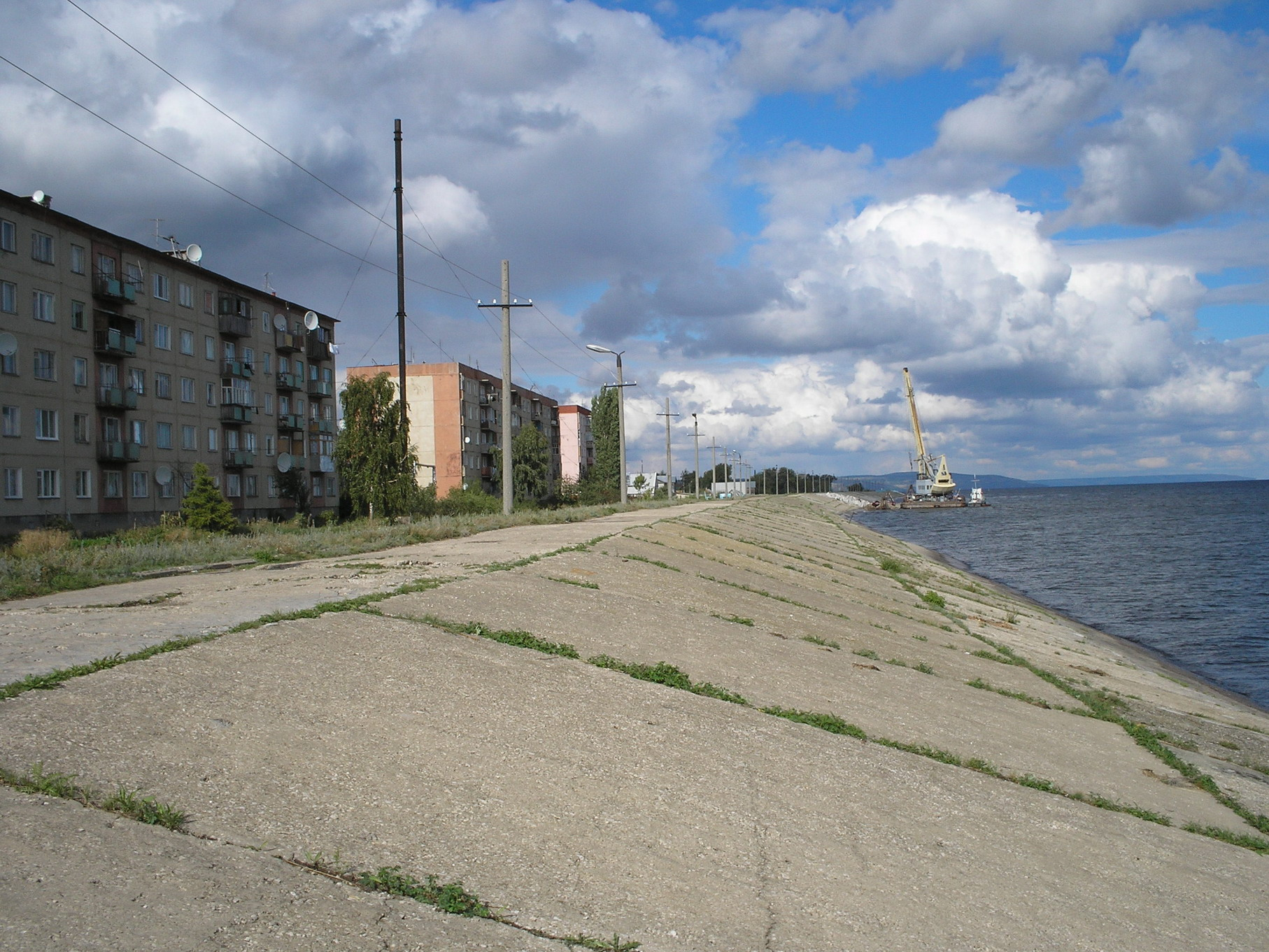

흐발린스크(러시아어; Хвалынск)는 사라토프 주에 있고, 볼가강에 면한도시이다. 인구는 13,752명 (2002년); 16,000명 (1974년)이다.
흐발린스크시는 1556년에 볼가강에 위치한 소스노비 섬에 지어졌다.